# Kanton Garonne-Lomagne-Brulhois
 Garonne-Lomagne-Brulhois  is een kanton van het Franse departement Tarn-et-Garonne. Het kanton maakt deel uit van het arrondissement  Castelsarrasin .
In 2020 telde het 13.483 inwoners.

Het kanton werd gevormd ingevolge het decreet van 27 februari 2014 , met uitwerking op 22 maart 2015, met Saint-Nicolas-de-la-Grave als hoofdplaats.

## Gemeenten
Het kanton omvat volgende 29 gemeenten:.
- Asques
- Auvillar
- Balignac
- Bardigues
- Castelmayran
- Castéra-Bouzet
- Caumont
- Donzac
- Dunes
- Gensac
- Gramont
- Lachapelle
- Lavit
- Malause
- Mansonville
- Marsac
- Maumusson
- Merles
- Montgaillard
- Le Pin
- Poupas
- Puygaillard-de-Lomagne
- Saint-Aignan
- Saint-Cirice
- Saint-Jean-du-Bouzet
- Saint-Loup
- Saint-Michel
- Saint-Nicolas-de-la-Grave
- Sistels